# 小行星8038
小行星8038（英語：8038）是一颗围绕太阳公转的小行星。1993年5月11日，清水義定、浦田武在那智胜浦町发现了此天体。
这颗小行星的绝对星等为252.25737等。